# Marie Crous
Marie Crous (död efter 1641), var en fransk matematiker. Hon introducerade decimalsystemet i Frankrike. 